# Försäkringsbelopp
Försäkringsbelopp är i försäkringssammanhang det belopp i ett skadeförsäkringsavtal som ska motsvara det sammanlagda värdet av den försäkrade egendomen och som därmed anger den högsta ersättning man kan få vid en skada.